# Сноудонская горная железная дорога
Сноудонская горная железная дорога (англ.: Snowdon Mountain Railway (SMR), валл.: Rheilffordd yr Wyddfa) — узкоколейная (800 мм) зубчатая железная дорога системы Абта длиною в 7,53 км (4 мили 1188 ярдов), соединяющая Лланберис в валлийском округе Гуинет с вершиной горы Сноудон. Открылась для движения в 1896 году и функционирует по сей день как историческая железная дорога.
Сноудонская горная железная дорога послужила прообразом  выдуманной Калдифельской железной дороги, появившейся в книге "Mountain Engines", части "Железнодорожных историй" Уилберта Оудри, которая в свою очередь послужила основой мультсериала "Томас и его друзья".

## Маршрут

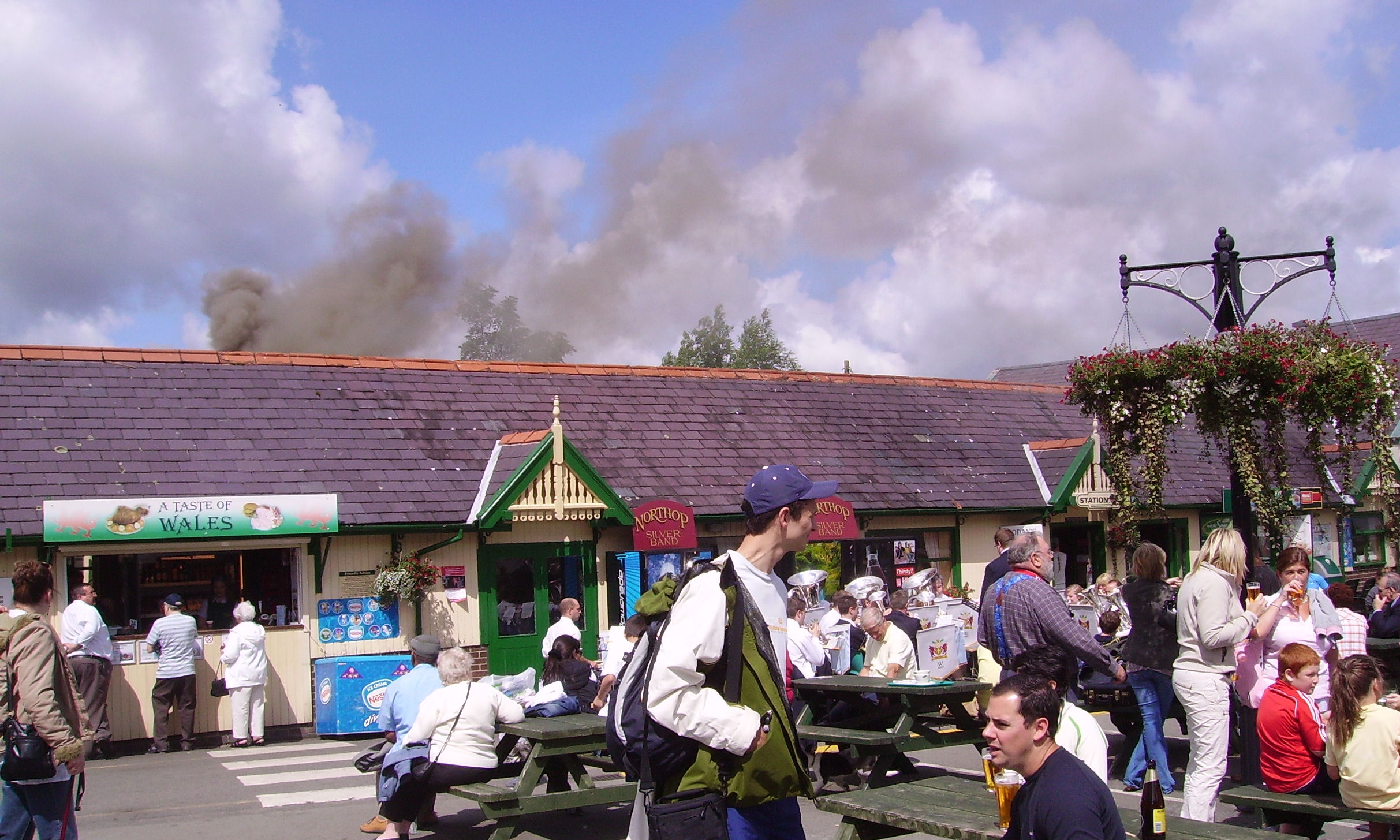
Вокзал дороги в Лланберисе

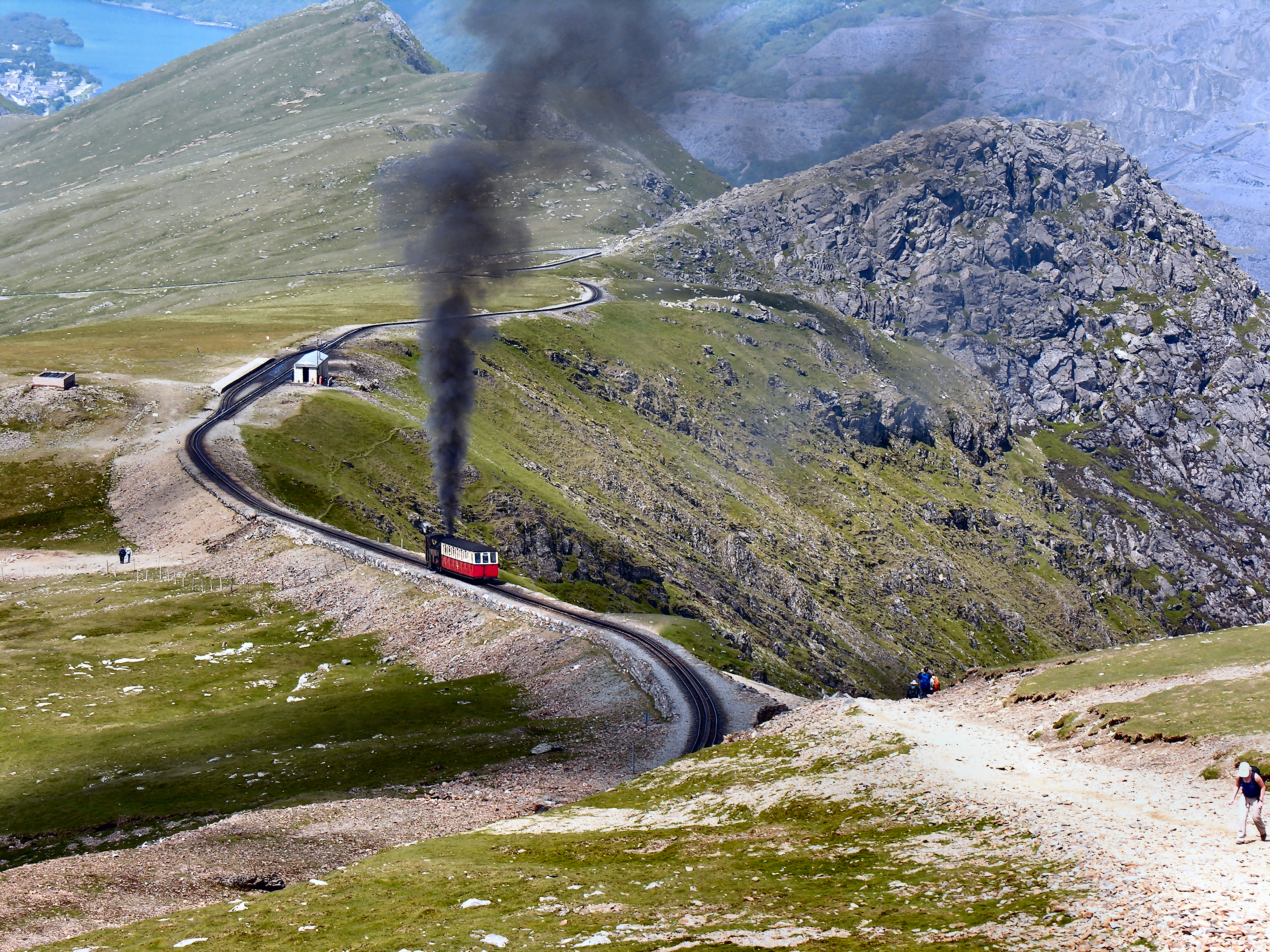
Разъезд «Колгуин»

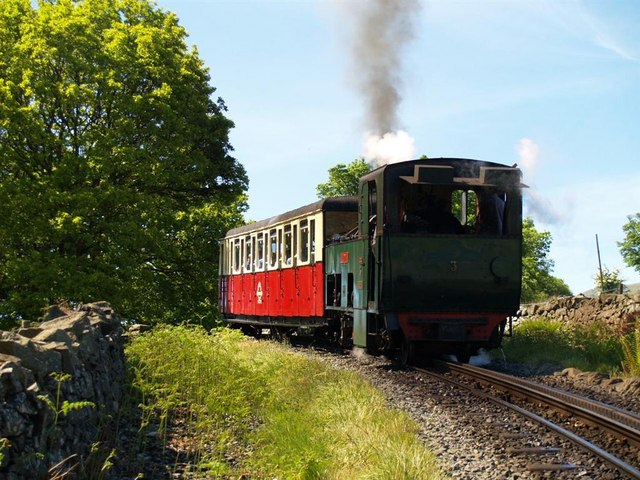
На подходе к «Водопадной»

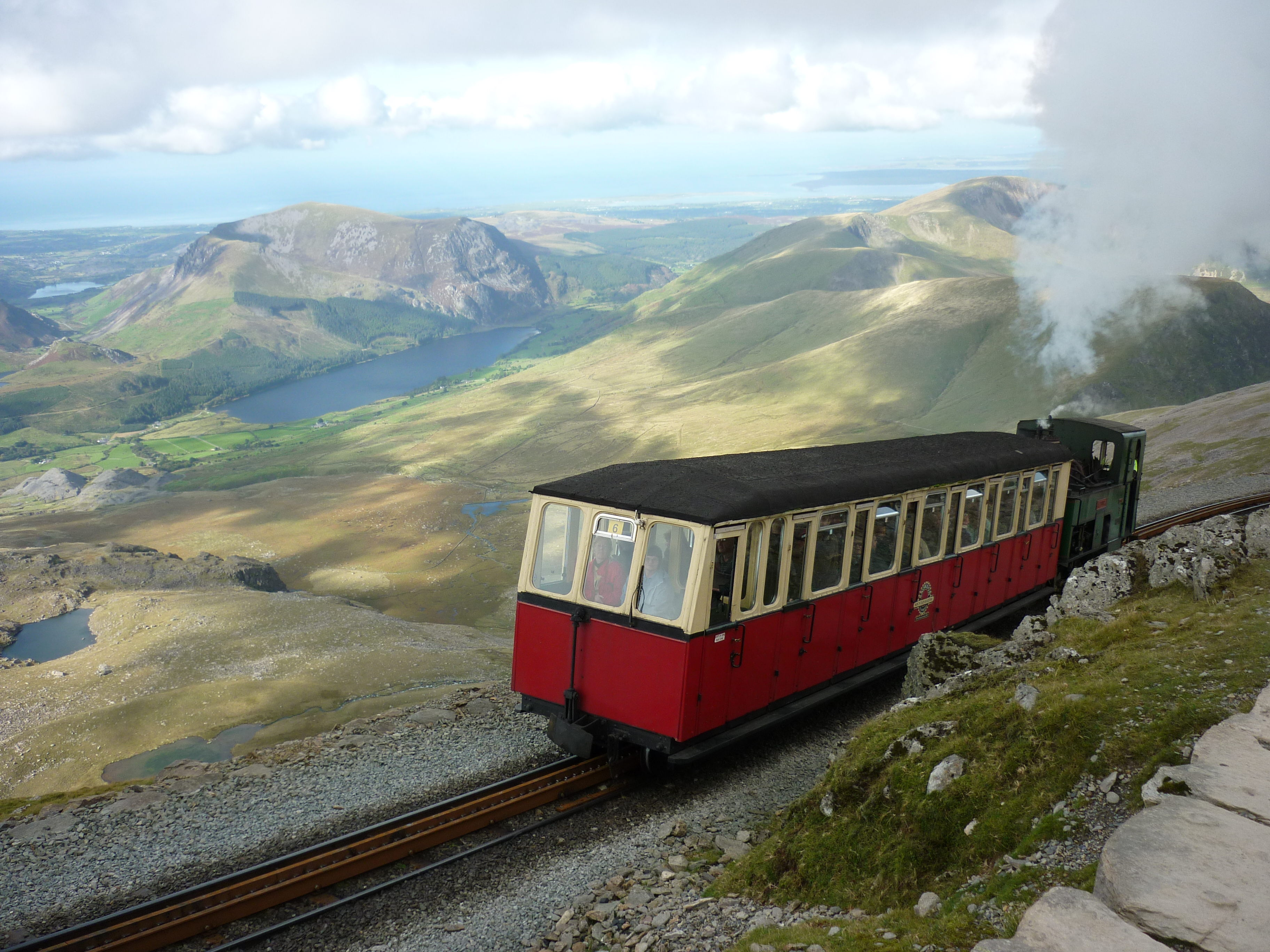
На пути к вершине. Внизу — озеро Ллин Куэллин

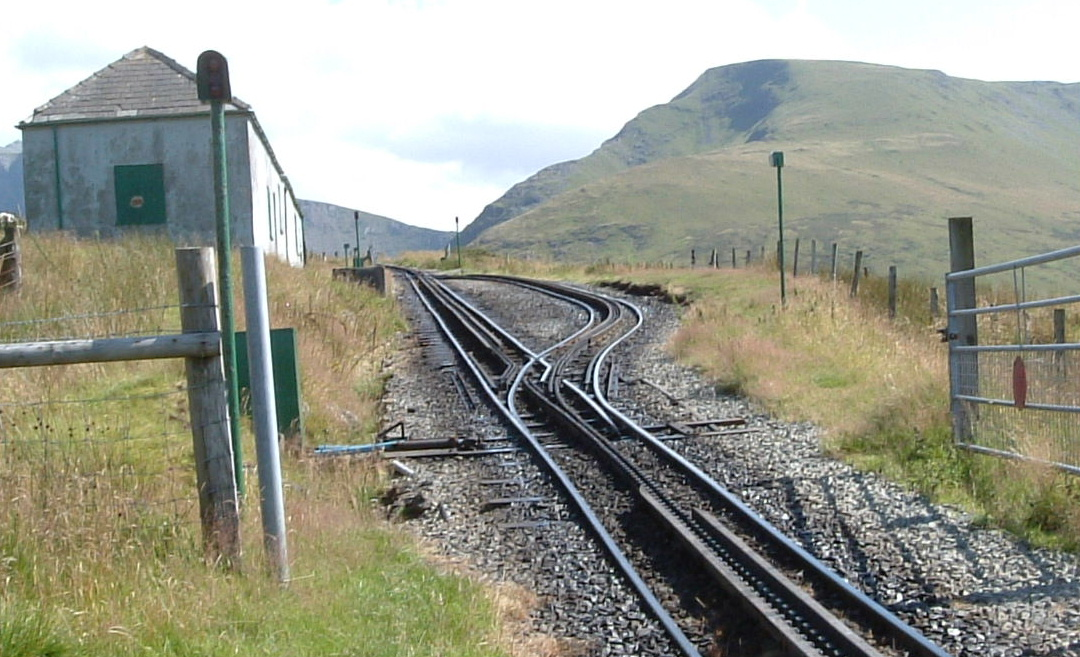
Разъезд «Хеврон»

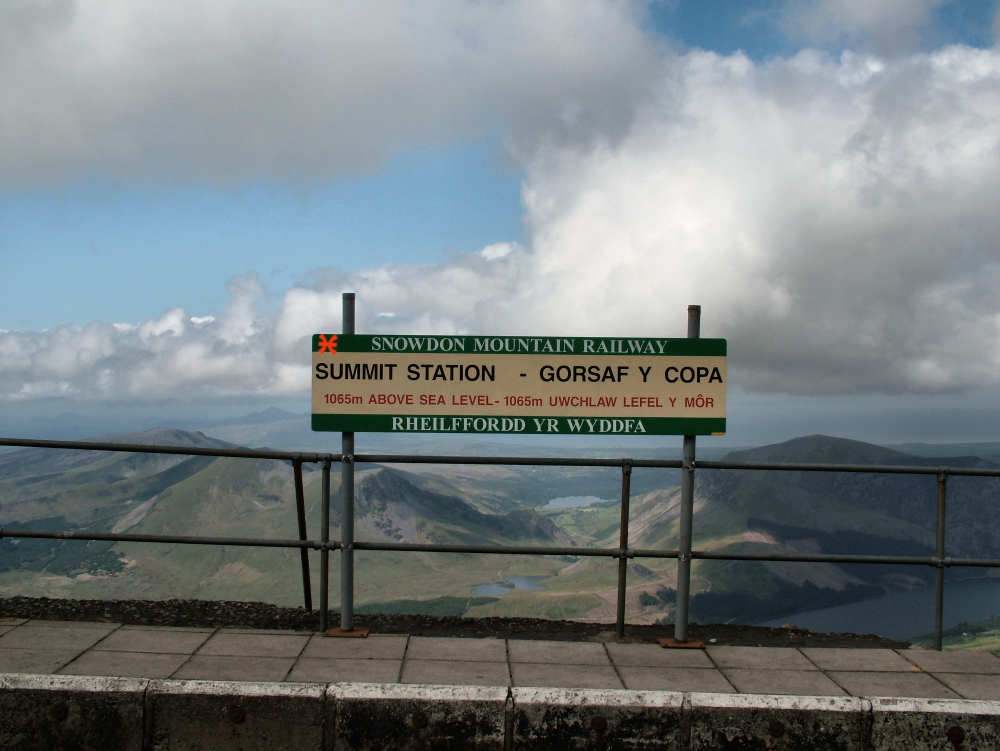
Станция «Вершинная»

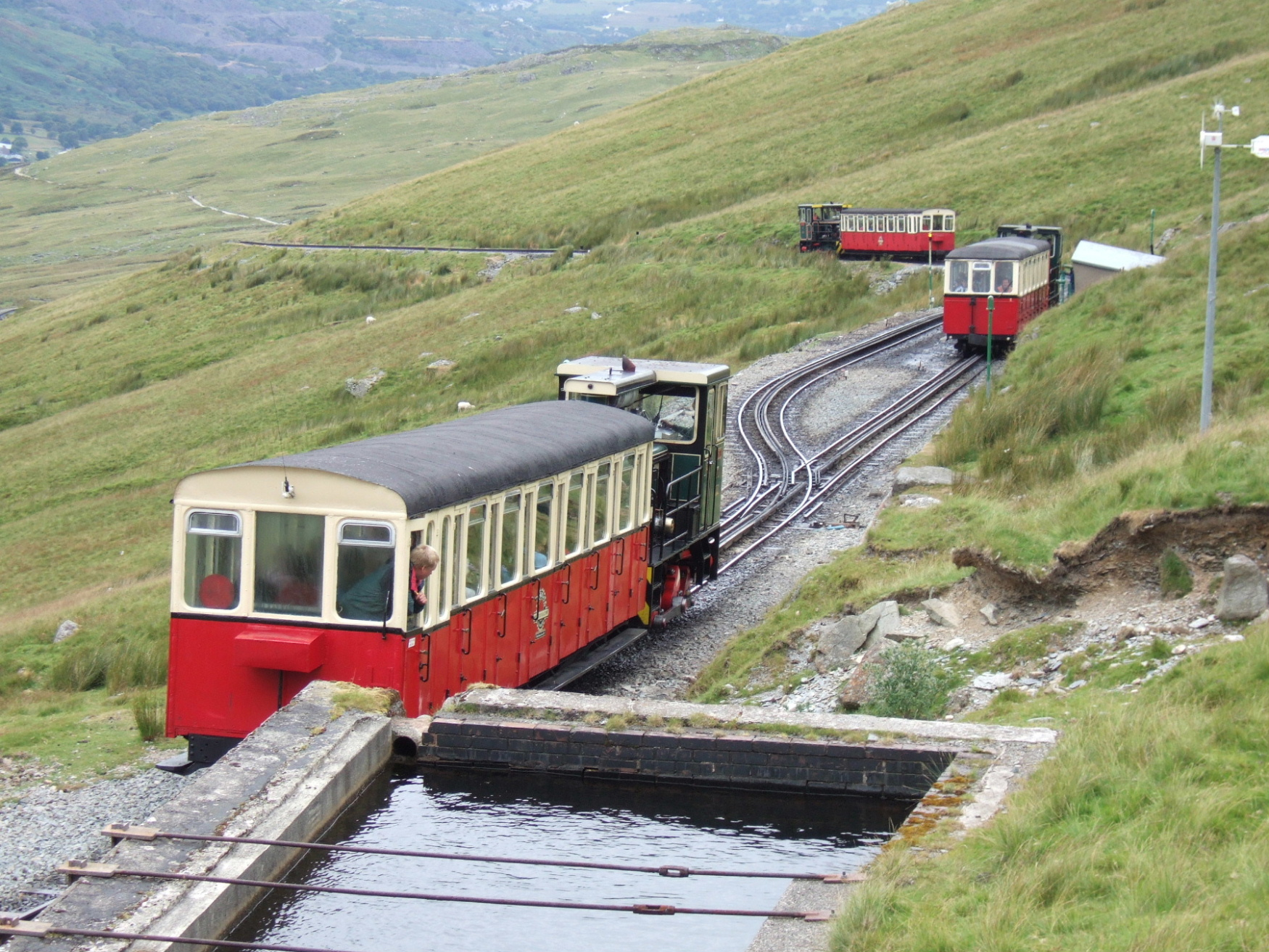
Разъезд «Промежуточный»

Сноудонская горная железная дорога начинается на вокзале, который расположен в Лланберисе недалеко от вокзала Приозёрной железной дороги Лланбериса и насчитывает две платформы. Сразу за вокзалом путь берёт крутой подъём с уклоном 1:5,5, бежит некоторое время среди деревенских кварталов и садов, а затем, повернув к юго-востоку, подходит к первой станции — «Водопадной» (Waterfall station). Станция была построена, чтобы дать удобный для туристов подход к водопаду, что находится близ железной дороги, но ныне она — закрыта, хотя платформа и станционное здание содержатся в порядке. За «Водопадной» линия пробегает по мосту через реку, которая отмечает начало собственно горного её участка, где уклоны в среднем составляют 1:7,86. Далее путь поднимается к разъезду «Хеврон» (Hebron), названному так по расположенной поблизости Хевронской часовне. При строительстве предполагалось, что от этого места до Лланбериса будут курсировать товарные поезда, гружёные местной сельскохозяйственной продукцией. От «Хеврона» линия идёт к разъезду «Промежуточному» (Halfway), отмечающему примерную половину пути к вершине и расположенному на высоте 500 м над уровнем моря. Всё это время путь имеет к востоку от себя горный склон, поднимающийся вверх, а к западу таковой же, но спускающийся вниз. Близ разъезда, если пойти по пешеходной тропе вдоль железнодорожного полотна, расположено кафе «Halfway».
За «Промежуточным» через некоторое время следует платформа «Скалистая Долина» (Rocky Valley Halt), лежащая среди гигантских валунов, за которой линия выходит на горный хребет и следует по нему до разъезда «Клогуин» (Clogwyn), откуда открывается вид на перевал Лланберис и скалы Клогуин-Ди’р-Арти (Clogwyn Du’r Arddu), неизменно привлекающие скалолазов с 1798 года. Далее путь карабкается к конечной станции «Вершинная» (Summit station), находящейся на высоте 1065 м над уровнем моря, что на 20 м ниже самой вершины Сноудона — 1085 м. Рядом со станционными платформами находится туристический комплекс «Хавод Эрири» (Hafod Eryri), оборудованный одноимённым и весьма популярным кафе. Отсюда же к самой вершине ведёт горная тропа, а если спуститься вниз, к озеру Ллин Куэллин, можно попасть на станцию «Сноудонский Рейнджер» Валлийской нагорной железной дороги.

## История

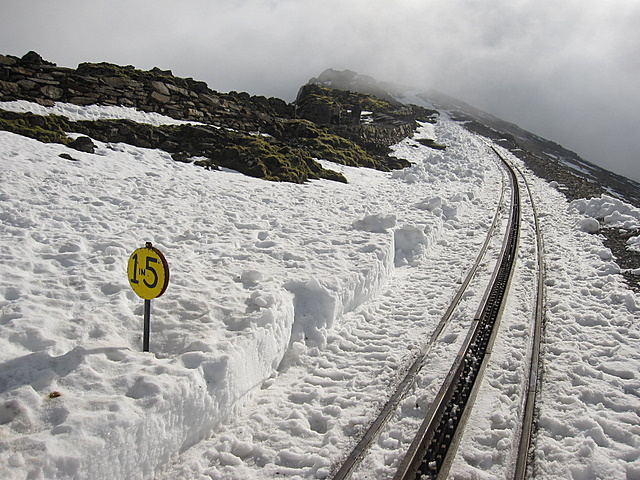
Дорога зимой

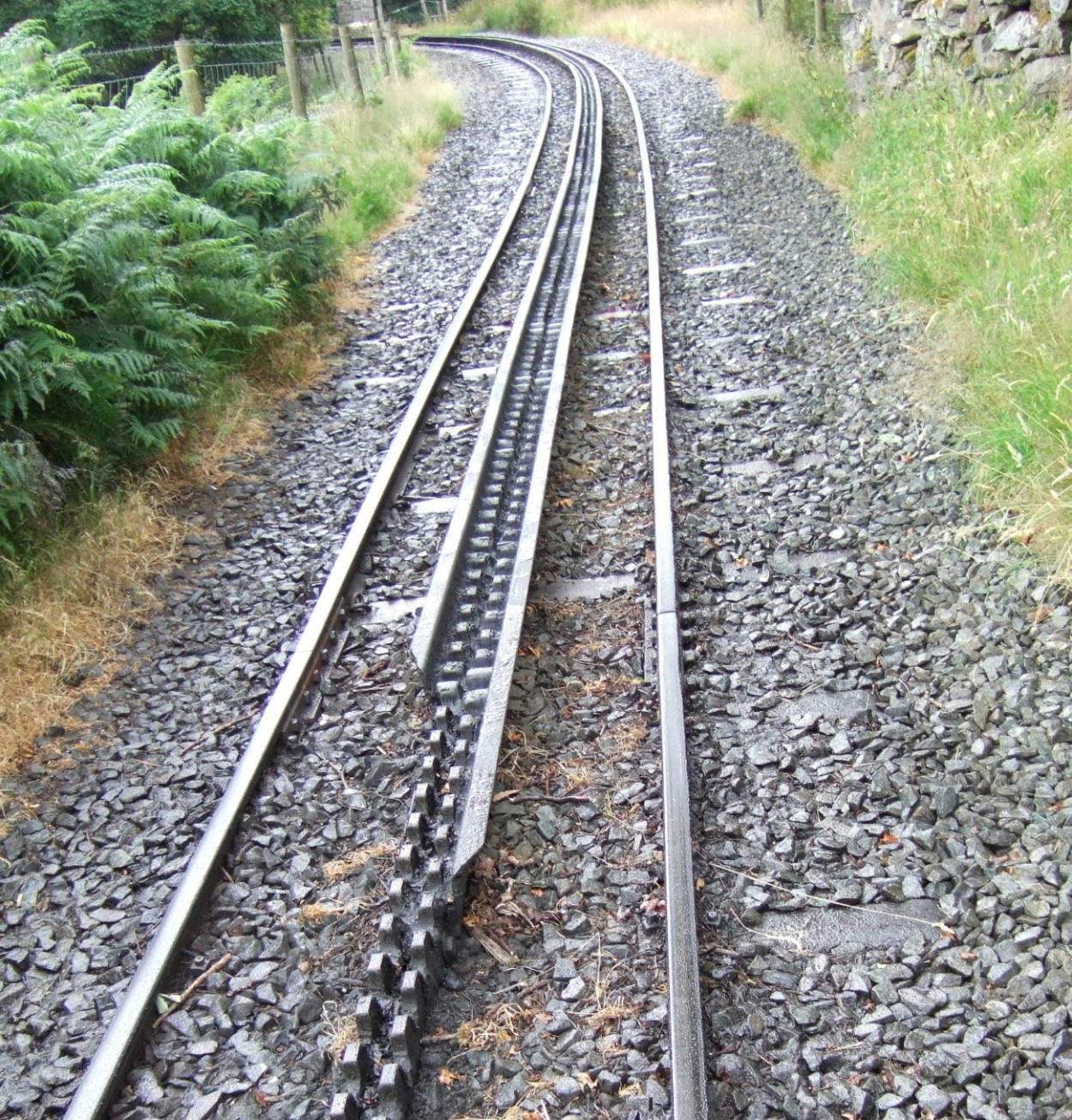
Рейка Абта и тормозные захваты вдоль неё

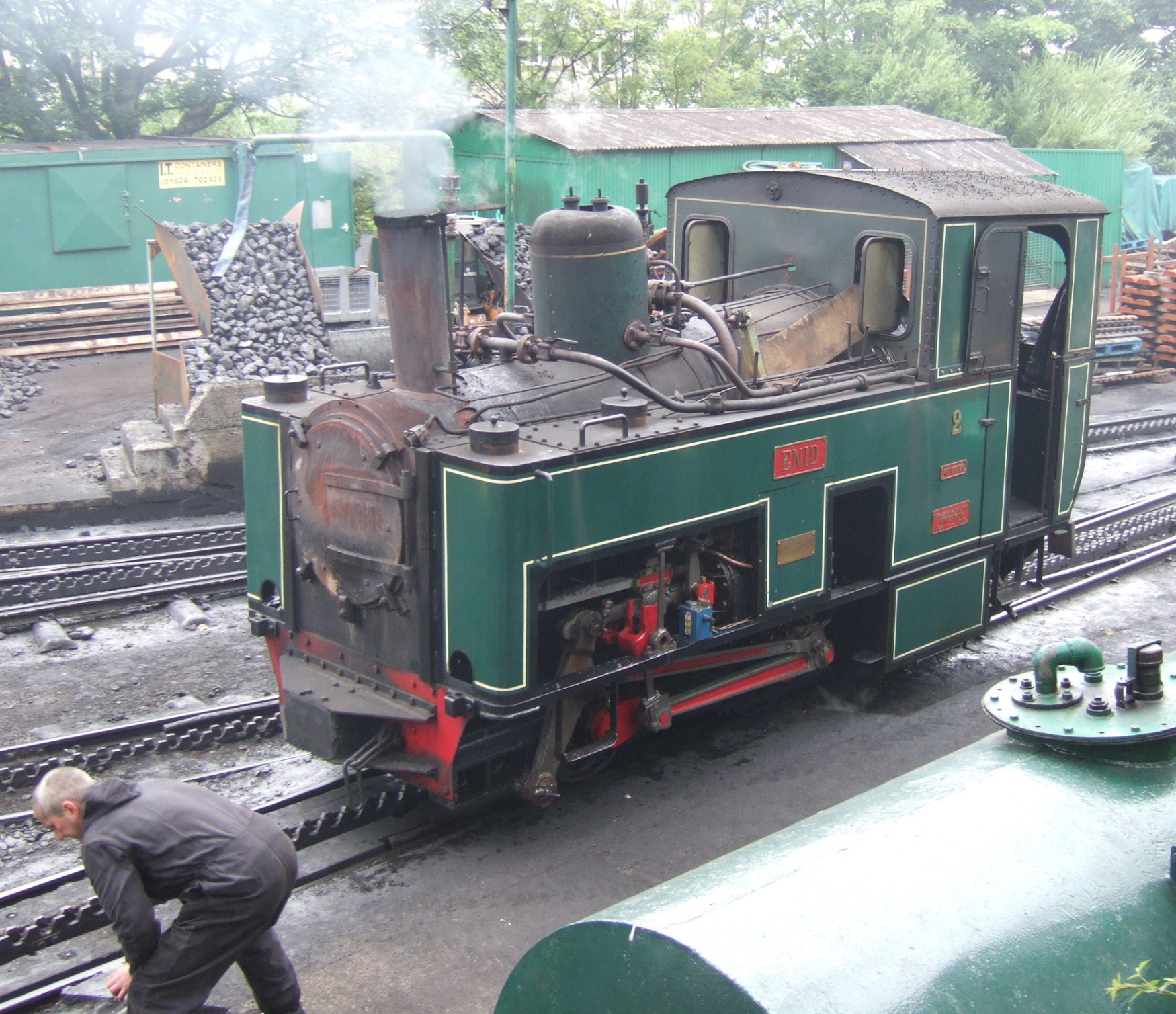
Паровоз № 2 — «Enid»

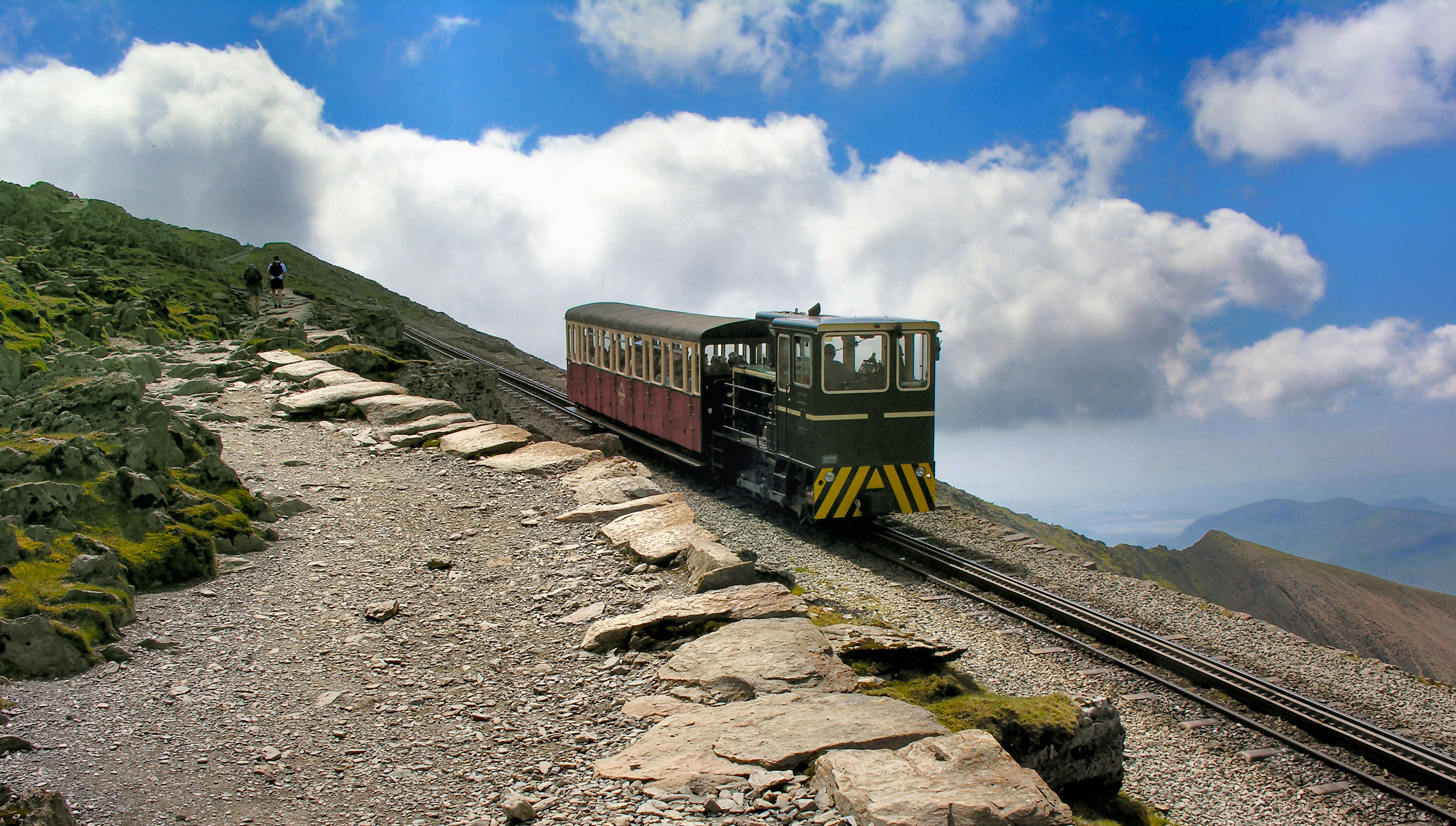
Поезд, ведомый тепловозом

В 1869 году «Лондонская и Северо-западная железная дорога» соединила Лланберис с Карнарвоном, что многократно увеличило число желающих подняться на самую высокую гору Великобритании Сноудон. Это обстоятельство, тем не менее, не привело первоначально ни к каким действиям, поскольку местный землевладелец Джордж Эсшетон-Смит (George William Duff Assheton Smith) полагал, что железная дорога способна испортить пейзаж. К 1894 году его мнение изменилось и 16 ноября образовалась компания «Snowdon Mountain Tramroad and Hotels Co. Ltd», которой дозволялось протянуть железнодорожную линию к вершине. В декабре того же года дочь Эсшетона-Смита — Энид — сняла первую лопату дёрна на месте будущего вокзала в Лланберисе.
Зима 1894—1895 годов выдалась по местным меркам суровой, но к лету 1895 года укладку пути завершили. Дольше строили мосты между Лланберисом и водопадами — их закончили к январю 1896 года. Тогда же к вершине поднялся первый поезд, но монтаж сигналов и ограждения продолжался и полностью линия была готова к Пасхе того же года. 27 марта полковник Фрэнсис Мариндин из Торговой комиссии провёл неофициальную инспекцию дороги, ибо официальная была невозможна — так как линия строилась на частной земле, на неё не было специального Парламентского Акта. Мариндин посоветовал останавливать движение при сильном ветре. 4 апреля, во время пробной поездки, поезд из паровоза и двух вагонов врезался в скатившийся на рельсы валун и сошёл с рельсов. Авария произошла на подходе к вершине, рабочие смогли поставить вагоны на рельсы и поезд продолжил путь. 6 апреля состоялось открытие дороги и в этот день произошла новая авария: теперь уже локомотив сошёл с рельс и опрокинулся со склона вниз, сработали вагонные тормоза, но погиб один из пассажиров, неудачно выпрыгнувший из вагона. После этого линию закрыли, провели расследование, показавшее, что использовать следует более лёгкие вагоны, а вдоль зубчатой рейки установить тормозные захваты. В апреле 1897 года дорогу вновь открыли и с тех пор происшествий на дороге не было.
Дорогу при строительстве оборудовали зубчатой рейкой системы Абта, а в Швейцарии, на «Schweizerische Lokomotiv- und Maschinenfabrik», закупили танк-паровозы, приспособленные для работы с такой рейкой. В 1895—1896 годах швейцарцы построили для линии 5 локомотивов, первый из которых в качестве названия получил аббревиатуру имён супруги владельца земли: «L.A.D.A.S.» — Laura Alice Duff Assheton Smith (Лора Алиса Даф Эсшетон Смит), а второй — имя его дочери: «Enid». Паровоз «L.A.D.A.S.» под номером 1 был как раз тем паровозом, который потерпел крушение в день открытия, остальные же локомотивы продолжили исправно доставлять пассажиров на вершину Сноудона до Второй мировой войны. В 1922—1923 годах к ним прибавили ещё три танк-паровоза, сделанных тем же швейцарским заводом, а в 1935 году возле станции у вершины построили кафе. Когда началась нехватка угля, связанная с экономией средств в военное время, дорогу временно закрыли.
Движение возобновилось в 1946 году, но из-за продолжающегося дефицита угля локомотивы пытались топить подержанными армейскими ботинками. В 1962 году закрыли для пассажирских поездов ветку обычной колеи от Карнарвона до Лланбериса, что однако не уменьшило приток туристов ни к Сноудону, ни к Сноудонской железной дороге. С 1986 года линия начала покупать тепловозы, а с 1995 года — автомотрисы. В 2006 году прежнее кафе на вершине демонтировали и в июне 2009 года на его месте открыли новое. Всё время, отведённое на строительство, до конечной станции ходили только рабочие поезда, для пассажирских же конечной стала станция «Клогуин».

## Подвижной состав
| №  | Название    | Изображение | Год выпуска | Тип                | Примечания | Аналог из "Желознодорожных историй" |
| -- | ----------- | ----------- | ----------- | ------------------ | --- | ----------------------------------- |
| 1  | L.A.D.A.S.  | не доступно | 1895        | танк-паровоз 0-2-1 | Швейцарской постройки (SLM 923). Название — аббревиатура имён супруги владельца земли: «L.A.D.A.S.» — Laura Alice Duff Assheton Smith (Лора Алиса Даф Эсшетон Смит). Погиб в аварии в день открытия дороги. | Годред                              |
| 2  | Enid        |             | 1895        | танк-паровоз 0-2-1 | Швейцарской постройки (SLM 924). Назван по имени дочери владельца земли. Рабочий. | Эрнест                              |
| 3  | Wyddfa      |             | 1895        | танк-паровоз 0-2-1 | Швейцарской постройки (SLM 925). Название — имя горы Сноудон на валлийском. Рабочий. | Уилфрэд                             |
| 4  | Snowdon     |             | 1896        | танк-паровоз 0-2-1 | Швейцарской постройки (SLM 988). Рабочий. | Калди                               |
| 5  | Moel Siabod | не доступно | 1896        | танк-паровоз 0-2-1 | Швейцарской постройки (SLM 989). Название — имя соседней со Сноудоном горы. Нужен ремонт котла. | Шейн Дуини                          |
| 6  | Padarn      |             | 1922        | танк-паровоз 0-2-1 | Швейцарской постройки (SLM 2838). Назван по имени озера, на котором стоит Лланбрис. Изначально носил имя председателя компании — Sir Harmood (сэр Гармуд). Рабочий.                                         | Лорд Гарри/Патрик                   |
| 7  | Ralph       |             | 1923        | танк-паровоз 0-2-1 | Швейцарской постройки (SLM 2869). До 1978 года назывался Aylwyn («Аилуин»), затем носил имя инженера-консультанта компании Ральфа Сэдлера — Ralph Sadler. Разобран.                                         | Аларик                              |
| 8  | Eryri       | не доступно | 1923        | танк-паровоз 0-2-1 | Швейцарской постройки (SLM 2870). Eryri (страна орлов) — валлийское название Сноудонии. Разобран. | Эрик                                |
| —  | —           | не доступно | 1949        | тепловоз 0-2-0     | Куплен подержанным в 1972 году. В 1978 году продан Приозёрной железной дороге Лланбериса, затем разобран.                                                                                                   |                                     |
| 9  | Ninian      |             | 1986        | тепловоз 0-2-0     | Британской постройки (Hunslet). Назван в честь председателя компании, при котором тепловоз был куплен. Рабочий.                                                                                             |                                     |
| 10 | Yeti        |             | 1986        | тепловоз 0-2-0     | Британской постройки (Hunslet). Название выбрано на конкурсе, проводившемся в местной школе: школьники решили, что имя Йети более всех подходит горному паровозу. Рабочий.                                  |                                     |
| 11 | Peris       |             | 1991        | тепловоз 0-2-0     | Британской постройки (Hunslet). Назван по имени второго, меньшего, озера, расположенного рядом с Лланберисом. Рабочий.                                                                                      |                                     |
| 12 | George      |             | 1992        | тепловоз 0-2-0     | Британской постройки (Hunslet). Назван по имени Джорджа Томаса, 1-го виконта Тонипанди. Рабочий. |                                     |
| 21 | —           |             | 1995        | автомотриса        | Отставлена от поездной службы в 2001 году, исключена из списка подвижного состава в 2010 году. |                                     |
| 22 | —           | не доступно | 1995        | автомотриса        | Отставлена от поездной службы в 2003 году, исключена из списка подвижного состава в 2010 году. |                                     |
| 23 | —           |             | 1995        | автомотриса        | Отставлена от поездной службы в 2001 году, исключена из списка подвижного состава в 2010 году. |                                     |

## Нынешнее состояние

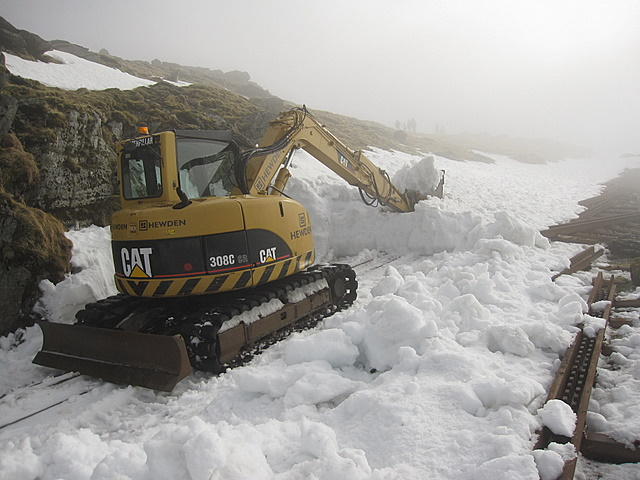
Экскаватор разгребает занос

Пассажирское движение по Сноудонской дороге осуществляется сезонно: с мая по октябрь, что связано с сильными ветрами, поднимающимися зимой, и периодически возникающими снежными заносами. Вагоны не прицеплены к локомотиву, а покоятся на его переднем буфере так, что при подъёме паровоз или тепловоз выталкивает вагон наверх, а при спуске сдерживает его движение вниз. Поездка занимает 2½ часа, если пассажир едет до конечной «Вершинной» станции (включая 30 мин на кафе), 2 часа до Клогуина или 1½ часа, если конечной становится платформа «Скалистая Долина». В это время входит и спуск обратно, к Лланберису. Билеты следует бронировать загодя, что связано с очевидной ограниченностью посадочных мест в вагонах. Дорога участвует в маркетинговой программе «Великие узкоколейки Уэльса».